# Germano Benencase
Germano Benencase (Vietri sul Mare, 9 aprile 1897 – Americana, 18 marzo 1975) è stato un compositore, musicista e direttore d'orchestra brasiliano.

## Principali opere
- Pensando em Ti
- O Piquenique Trágico
- Triste
- Soou a Hora de Extinguir-se o Nosso Amor
- Palestra Itália
- Angelina
- Valsa da Morte
- Agonia Lenta
- Saudades de Tula
- Saudades de Adelaide
- Aniversário Fatal
- As Flores do Meu Amor
- Ao Pé da Cruz
- Caminho do Calvário
- Oração no Campo Santo
- Marcha Fúnebre
- Prelúdio da Morte